# 王宗训
王宗训（9世纪—914年），本名茂权，五代十国前蜀将领。前蜀高祖王建养子之一。
开始是刁子都虞候，王建攻打彭州，王茂权在阵前斩杀杨晟，论功行赏，赐名宗训。永平年间，官至武泰军节度使，镇守黔州。恃恩贪暴，为人骄纵，不奉诏就回成都。王建见到王宗训，大怒，命令卫士将他扑杀。